# 대전광역시의회
대전광역시의회는 대한민국 대전광역시에 제출된 의견이나 법안을 처리하기 위해 설치된 의회이다.

## 조직

### 의장단
- 의장
- 부의장 2명

#### 역대 의장단
| 대수 | 대수   | 이름   | 정당           | 임기                               | 부의장/정당           | 부의장/정당         |
| ---- | ------ | ------ | -------------- | ---------------------------------- | --------------------- | ------------------- |
| 초대 | 전반기 | 김두형 | 민주자유당     | 1991년 7월 8일 - 1993년 7월 6일    | 남용호/민주자유당     | 권선우/무소속       |
| 초대 | 후반기 | 김석종 | 민주자유당     | 1993년 7월 7일 - 1995년 6월 30일   | 이병규/민주자유당     | 정구영/민주당       |
| 2대  | 전반기 | 이기웅 | 자유민주연합   | 1995년 7월 10일 - 1995년 12월 22일 | 이선종/자유민주연합   | 조종국/자유민주연합 |
| 2대  | 전반기 | 남용호 | 자유민주연합   | 1995년 12월 23일 - 1997년 1월 8일  | 김영권/자유민주연합   | 김영권/자유민주연합 |
| 2대  | 후반기 | 남용호 | 자유민주연합   | 1997년 1월 9일 - 1998년 3월 30일   | 김용준/자유민주연합   | 송완섭/자유민주연합 |
| 2대  | 후반기 | 송완섭 | 자유민주연합   | 1998년 3월 31일 - 1998년 6월 30일  | 김용준/자유민주연합   | 송완섭/자유민주연합 |
| 3대  | 전반기 | 김성구 | 자유민주연합   | 1998년 7월 9일 - 2000년 7월 2일    | 이인구/자유민주연합   | 곽수천/자유민주연합 |
| 3대  | 후반기 | 조종국 | 자유민주연합   | 2000년 7월 7일 - 2002년 6월 30일   | 김광희/자유민주연합   | 김동근/자유민주연합 |
| 4대  | 전반기 | 이은규 | 자유민주연합   | 2002년 7월 9일 - 2004년 7월 8일    | 황진산/한나라당       | 박문찬/자유민주연합 |
| 4대  | 후반기 | 황진산 | 한나라당       | 2004년 7월 9일 - 2006년 6월 30일   | 김영관한나라당        | 성재수/열린우리당   |
| 5대  | 전반기 | 김영관 | 한나라당       | 2006년 7월 12일 - 2008년 7월 11일  | 김남욱/한나라당       | 심준홍/한나라당     |
| 5대  | 후반기 | 김남욱 | 한나라당       | 2008년 7월 12일 - 2009년 5월 20일  | 송재용/자유선진당     | 김재경/한나라당     |
| 5대  | 후반기 | 김학원 | 한나라당       | 2009년 7월 13일 - 2010년 6월 30일  | 송재용/자유선진당     | 김재경/한나라당     |
| 6대  | 전반기 | 이상태 | 자유선진당     | 2010년 7월 6일 - 2012년 7월 4일    | 심현영/자유선진당     | 박종선/민주당       |
| 6대  | 후반기 | 곽영교 | 선진통일당     | 2012년 7월 5일 - 2014년 6월 30일   | 김인식/민주통합당     | 임재인/선진통일당   |
| 7대  | 전반기 | 김인식 | 새정치민주연합 | 2014년 7월 2일 - 2016년 6월 30일   | 황인호/새정치민주연합 | 심현영/새누리당     |
| 7대  | 후반기 | 김경훈 | 더불어민주당   | 2016년 7월 1일 - 2018년 6월 30일   | 김경시/국민의당       | 조원휘/더불어민주당 |
| 8대  | 전반기 | 김종천 | 더불어민주당   | 2018년 7월 2일 - 2020년 6월 30일   | 윤용대/더불어민주당   | 문성원/더불어민주당 |
| 8대  | 후반기 | 권중순 | 더불어민주당   | 2020년 7월 1일 ~ 2022년 6월 30일   | 민태권/더불어민주당   | 조성칠/더불어민주당 |
| 9대  | 전반기 | 이상래 | 국민의힘       | 2022년 7월 4일 ~ 2024년 7월 9일    | 김진오/국민의힘       | 조원희/국민의힘     |
| 9대  | 후반기 | 조원휘 | 국민의힘       | 2024년 7월 11일 ~                  | 김영삼/국민의힘       | 황경아/국민의힘     |

### 위원회
상임위원회
- 운영위원회
- 행정자치위원회
- 복지환경위원회
- 산업건설위원회
- 교육위원회

특별위원회
- 예산결산특별위원회
- 윤리특별위원회

### 사무기구
사무처
- 총무담당관실[2]
- 의사담당관실[2]
- 입법정책실[2]
- 전문위원

## 역대 대전광역시의회의원 선거 결과

### 제1대 대전직할시의회
1991년 6월 20일에 실시된 1991년 대한민국 지방 선거를 통해 23명의 제1대 대전직할시의원이 선출되었다. 
| 정당 | 정당         | 합계 |
| ---- | ------------ | ---- |
|      | 민주자유당   | 14   |
|      | 신민주연합당 | 2    |
|      | 민주당       | 1    |
|      | 무소속       | 6    |

### 제2대 대전광역시의회
1995년 6월 27일에 실시된 제1회 전국동시지방선거를 통해 35명의 제2대 대전광역시의원이 선출되었다. 본 선거를 통해 지역구 의원 23명과 비례대표 의원 3명이 선출되었다.
| 정당 | 정당         | 지역구 | 비례대표 | 합계 |
| ---- | ------------ | ------ | -------- | ---- |
|      | 자유민주연합 | 23     | 2        | 25   |
|      | 민주당       | 0      | 1        | 1    |

|  | 12.8% |

|  | 16.4% |

|  | 55.9% |

|  | 14.9% |

### 제3대 대전광역시의회
1998년 6월 4일에 실시된 제2회 전국동시지방선거를 통해 17명의 제3대 대전광역시의원이 선출되었다. 본 선거를 통해 지역구 의원 14명과 비례대표 의원 3명이 선출되었다.
| 정당 | 정당           | 지역구 | 비례대표 | 합계 |
| ---- | -------------- | ------ | -------- | ---- |
|      | 자유민주연합   | 14     | 2        | 16   |
|      | 새정치국민회의 | 0      | 1        | 1    |

|  | 1.3% |

|  | 26.0% |

|  | 61.4% |

|  | 3.0% |

|  | 8.3% |

### 제4대 대전광역시의회
2002년 6월 13일에 실시된 제3회 전국동시지방선거를 통해 19명의 제4대 대전광역시의원이 선출되었다. 본 선거를 통해 지역구 의원 16명과 비례대표 의원 3명이 선출되었다.
| 정당 | 정당         | 지역구 | 비례대표 | 합계 |
| ---- | ------------ | ------ | -------- | ---- |
|      | 한나라당     | 8      | 1        | 9    |
|      | 자유민주연합 | 8      | 1        | 9    |
|      | 새천년민주당 | 0      | 1        | 1    |

|  | 42.86% |

|  | 34.99% |

|  | 12.59% |

|  | 7.54% |

|  | 2.00% |

### 제5대 대전광역시의회
2006년 5월 31일에 실시된 제4회 전국동시지방선거를 통해 명의 제5대 대전광역시의원이 선출되었다. 본 선거를 통해 지역구 의원 16명과 비례대표 의원 3명이 선출되었다.
|  | 46.40% |

|  | 26.54% |

|  | 18.27% |

|  | 8.77% |

| 정당 | 정당       | 지역구 | 비례대표 | 합계 |
| ---- | ---------- | ------ | -------- | ---- |
|      | 한나라당   | 16     | 1        | 17   |
|      | 열린우리당 | 0      | 1        | 1    |
|      | 국민중심당 | 0      | 1        | 1    |

### 제6대 대전광역시의회
2010년 6월 2일에 실시된 [[제5회 전국동시지방선거]를 통해 26명의 제6대 대전광역시의원이 선출되었다. 본 선거를 통해 지역구 의원 19명과 비례대표 의원 3명, 교육의원 4명이 선출되었다.
| 정당 | 정당       | 지역구 | 비례대표 | 합계 |
| ---- | ---------- | ------ | -------- | ---- |
|      | 자유선진당 | 15     | 1        | 16   |
|      | 민주당     | 4      | 1        | 5    |
|      | 한나라당   | 0      | 1        | 1    |
|      | 교육의원   | -      | -        | 4    |

|  | 36.99% |

|  | 29.83% |

|  | 24.80% |

|  | 3.82% |

|  | 2.53% |

|  | 1.48% |

|  | 0.36% |

|  | 0.17% |

### 제7대 대전광역시의회
2014년 6월 4일에 실시된 제6회 전국동시지방선거를 통해 22명의 제7대 대전광역시의원이 선출되었다. 본 선거를 통해 지역구 의원 19명과 비례대표 의원 3명이 선출되었다.
| 정당 | 정당           | 지역구 | 비례대표 | 합계 |
| ---- | -------------- | ------ | -------- | ---- |
|      | 새정치민주연합 | 14     | 2        | 16   |
|      | 새누리당       | 5      | 1        | 6    |

|  | 47.72% |

|  | 46.31% |

|  | 2.70% |

|  | 2.64% |

|  | 0.61% |

### 8대 대전광역시의회
2018년 6월 13일에 실시된 제7회 전국동시지방선거를 통해 22명의 제8대 대전광역시의원이 선출되었다. 본 선거를 통해 지역구 의원 19명과 비례대표 의원 3명이 선출되었다.
| 정당 | 정당         | 지역구 | 비례대표 | 합계 |
| ---- | ------------ | ------ | -------- | ---- |
|      | 더불어민주당 | 19     | 2        | 21   |
|      | 자유한국당   | 0      | 1        | 1    |

|  | 55.21% |

|  | 26.42% |

|  | 8.90% |

|  | 7.80% |

|  | 0.64% |

|  | 0.51% |

|  | 0.47% |

### 제9대 대전광역시의회
2022년 6월 1일에 실시된 제8회 전국동시지방선거를 통해 22명의 제9대 대전광역시의원이 선출되었다. 본 선거를 통해 지역구 의원 19명과 비례대표 의원 3명이 선출되었다.
| 정당 | 정당         | 지역구 | 비례대표 | 합계 |
| ---- | ------------ | ------ | -------- | ---- |
|      | 국민의힘     | 16     | 2        | 18   |
|      | 더불어민주당 | 3      | 1        | 4    |

|  | 52.69% |

|  | 42.20% |

|  | 3.73% |

|  | 0.69% |

|  | 0.36% |

|  | 0.30% |

## 정당별 의석 수
| ↓            |          |  |
| 4            | 18       |  |
| 더불어민주당 | 국민의힘 |  |

### 교섭단체
대전광역시의회는 4석 이상을 확보한 정당, 또는 교섭단체에 속하지 않은 4명의 의원이 교섭단체를 구성할 수 있다.

## 같이 보기
- 대전광역시의회의원 목록
- 대전광역시청